# Baiyunshan Pharmaceutical
Guangzhou Baiyunshan Pharmaceutical Holdings Company Limited («Гуанчжоу Байюньшань Фармасьютикал Холдингс») — китайская фармацевтическая и медицинская компания, входит в число крупнейших публичных компаний страны.

## История
Компания основана в ноябре 1992 года на базе пяти фармацевтических заводов; в ноябре 1993 года вышла на Шэньчжэньскую фондовую биржу, но позже провела делистинг. В 1997 году была учреждена как Guangzhou Pharmaceutical Company Limited, в 2001 году перешла под контроль государственной группы Guangzhou Pharmaceutical Holdings. В августе 2013 году сменила название на Guangzhou Baiyunshan Pharmaceutical Holdings Company Limited.
В 2024 году Baiyunshan Pharmaceutical заняла 1881-е место в рейтинге Forbes Global 2000.

## Деятельность
Baiyunshan Pharmaceutical разрабатывает и производит средства западной и традиционной китайской медицины, в том числе химическое сырьё, растительные компоненты и биодобавки, лечебные напитки и продукты питания; производит медицинское оборудование. Также компания занимается оптовой и розничной торговлей медикаментами, медицинским оборудованием и инструментами; предоставляет медицинские и финансовые услуги, в том числе пожилым людям.

## Акционеры
Крупнейшими акционерами Baiyunshan Pharmaceutical являются Guangzhou Pharmaceutical Holdings (45,04 %), Norges Bank Investment Management (16,04 %), LSV Asset Management (5,99 %), HBM Partners (1,18 %) и China Merchants Fund Management (0,55 %).